# Haplophragmella
Haplophragmella es un género de foraminífero bentónico de la subfamilia Haplophragmellinae, de la familia Endothyridae, de la superfamilia Endothyroidea, del suborden Fusulinina y del orden Fusulinida. Su especie tipo es Endothyra panderi. Su rango cronoestratigráfico abarca el Viseense (Carbonífero inferior).

## Discusión
Clasificaciones más recientes incluyen Haplophragmella en el suborden Endothyrina, del orden Endothyrida, de la subclase Fusulinana de la clase Fusulinata.

## Clasificación
Haplophragmella incluye a las siguientes especies:
- Haplophragmella antica †
- Haplophragmella cylindrata †
- Haplophragmella didona †
- Haplophragmella firma †
- Haplophragmella ganelinae †
- Haplophragmella guangdongensis †
- Haplophragmella hunanensis †
- Haplophragmella immatura †
- Haplophragmella inflata †
- Haplophragmella irregularis †
- Haplophragmella panderi †
- Haplophragmella murchissoni †
- Haplophragmella rectangula †
- Haplophragmella vilvensis †